# LT貿易
LT貿易（エルティーぼうえき）は、1962年（昭和37年）11月に日本と中華人民共和国との間で交わされた「日中長期総合貿易に関する覚書」（通称:LT協定）に基づき、両国間の正式な国交はないものの、互いの連絡事務所を設置し、政府保証の融資を利用して行われた半官半民的な貿易形態である。覚書に署名した中華人民共和国側代表廖承志（Liào Chéngzhì、アジア・アフリカ連帯委員会主席、のち中日友好協会長）と日本側代表高碕達之助（元通商産業大臣）の頭文字であるLとTをとってLT協定、ないしLT覚書と呼ばれ、覚書に基づいた貿易が1967年12月まで続いた。「LT取引」、「日中準政府間貿易」とも。
また1968年（昭和41年）3月の第二次協定締結後に「日中覚書貿易」（MT貿易）と改められ、年次契約の形式で日中国交回復後の1973年（昭和48年）まで継続した。この項で合わせて説明する。

## 背景

### 二つの中国
毛沢東率いる中国共産党が大陸を制圧して、中華人民共和国が成立し、中華民国の中国国民党の蔣介石らが台湾へ逃れた1949年（昭和24年）には、日本はいまだGHQの占領下にあり、いずれを中国の正統政権として認めるかは日本自身に自由意志は与えられなかった。1951年（昭和26年）日本の独立をめぐるサンフランシスコ講和会議においても、中国の代表権が中華民国・中華人民共和国いずれにあるかをめぐって連合国内でもアメリカ合衆国とイギリスの意見が一致しなかったため、いずれも招聘されず、日中間の講和は独立後の日本の判断に委ねるとされた。しかし日米安全保障条約で米国と同盟関係を結び、自由主義国家陣営に名を連ねた日本にとって、朝鮮戦争において中華人民共和国（中共）が北朝鮮側を支援して参戦したこともあり、共産主義国家との国交という選択肢はありえず、翌1952年（昭和27年）に台湾に逃れた中華民国（国府）との間で日華平和条約を結ぶなど、国府を正統政権として選択。これにより中共側との公的な接触はできなくなり、1950年（昭和25年）に設立された日中友好協会などを通じた民間レベルでの交流に留まり、同年12月には対中輸出を全面禁止するなどの措置がとられた。吉田茂政権下においては、西側でもイギリスが中台両国と関係を保っていることに注目して中華人民共和国の上海に「貿易事務所」を開設することも言及していたが、アメリカのダレス国務省顧問に一蹴されて中華民国を承認することにした（第一次吉田書簡）。

### 対中貿易の開始と断絶
しかし吉田に反撥する野党のみならず与党内にさえも、戦前から経済的関係が深かった日中関係において、貿易関係を断つことは得策ではないという意見が存在した。朝鮮戦争継続中の1952年6月1日には国会議員の高良とみ・帆足計・宮腰喜助ら日中貿易促進会議のメンバーが、政府の方針に反してソビエト連邦を経由し北京を訪問。第一次日中民間貿易協定に調印して、物議を醸した。ここに制限付きながらもわずかに民間レベルでの日中貿易が再開されることになった。
翌1953年（昭和28年）に朝鮮戦争が停戦すると、衆参両院で「日中貿易促進に関する決議」が採択される。池田正之輔を団長とする日中貿易促進議員連盟代表団が訪中して第二次日中民間貿易協定を結び、民間レベルでの貿易が開始された。吉田の退陣後、鳩山一郎内閣ではソ連との国交が回復。1955年（昭和30年）4月のバンドン会議では周恩来国務院総理が高碕達之助経済審議庁長官と対談し、平和共存五原則の基礎の上に日中国交正常化を希望していることを表明した。続いて、戦前から「小日本主義」を標榜していた経済学者出身の石橋湛山が総理大臣となり、中共との貿易促進・国交正常化も期待されたが、病気のため短期間で退陣する。石橋の後を継いだ岸信介は親台派ながら「日中貿易促進に関する決議」の提案者であり、総理就任後も対中共政策重視のために起用した藤山愛一郎外相とともに国会答弁などで中共との国交樹立には慎重でありつつも、第四次日中民間貿易協定への「支持と協力」や「敵意を持っている、あるいは非友好的な考えを持っているということは毛頭ない」として日中貿易を促進したい旨を再三述べていた。これについて、岸は中華人民共和国との関係は基本的に経済を重視した「政経分離」であると語っている。岸は藤山とともに池田正之輔の訪中の際も打ち合わせを行っていた。しかし、1958年（昭和33年）5月2日に長崎国旗事件（長崎で暴徒が中華人民共和国の国旗を引きずり降ろした事件）が起こると、中共側は日本政府の対応を強く批判。日中貿易が全面中断され、中国歌舞団の日本公演も中止となった。

### 貿易三原則と友好商社取引
日本側は政治関係と経済関係は別個のものとして、貿易関係の進展を望む「政経分離」方式を望み、貿易再開に向けて交渉を続けたが、中共側は「政経不可分の原則」を譲らず、1959年（昭和34年）の石橋元総理と周恩来との会談でも確認された。石橋のほかにも、松村謙三・宇都宮徳馬・古井喜実ら親中派の自由民主党議員が繰り返し訪中し、貿易再開・国交正常化への打診が行われた。また対中慎重派の岸内閣が安保改定問題で退陣し、「寛容と忍耐」を標榜する池田勇人内閣が成立。池田は1961年（昭和36年）1月国会で中共との関係改善、中でも貿易の増進は歓迎すべきであると述べるなど、積極的に日中貿易の可能性を模索した。これらの動きを受け、1960年（昭和35年）8月周恩来首相は日中貿易促進会の鈴木一雄専務理事（廖承志アジア・アフリカ団結委員会主席の招きで訪中）との会見で「貿易三原則」（政府間協定締結・個別的民間契約の実施・個別的配慮物資の斡旋）を打ち出した。
この原則に伴い、民間契約による友好商社取引という形態で貿易が再開された。中共対外貿易部傘下の専業貿易公司と日本の友好商社を通じたこの限定的貿易は、覚書締結後もLT貿易と並ぶ日中貿易の二本立てとして継続した。

## LT協定の締結と貿易開始

### 覚書の締結
岸政権で通産大臣・科学技術庁長官、原子力委員会会長を務めた高碕達之助は岸退陣後、大日本水産会会長となり、1960年・1962年にも松村らと訪中。日中貿易の進展について中共側要人と交渉を重ねた。この頃、全日空社長岡崎嘉平太を中心に、対中プラント輸出に政府保証の延べ払い方式を採用する新たな貿易案が提案された。池田首相はこの提案を受け入れ、正式に松村に調整役を委託、訪中に際し全権を与えた。1962年9月には松村謙三が岡崎提案を持って訪中し、周恩来首相と会談、両国貿易の全面修復がはかられた。
翌月には訪中経済使節団団長として、高碕達之助が岡崎嘉平太など企業トップとともに訪中し、中共側の廖承志と会談。11月9日に「日中総合貿易に関する覚書」が調印され、経済交流が再開されることになった。署名者である廖と高碕のイニシャルからLT協定と呼ばれることになる。また、同時に日中漁業協定も締結された。LT貿易協定はそれまでの民間でおこなう友好貿易とは異なり、実際的には政府が保証し、両国が連絡事務所を置くことも規定された、半官半民的な長期バーター取引の性格を持っていた。協定の期限は1967年12月31日までとし、その後両国が希望すれば延長する、とした。
LT貿易のため設置された高碕達之助事務所と廖承志事務所は、それぞれ日中両国にとって半ば公的な交渉の窓口としての機能も果たした。1964年（昭和39年）に高碕は死去するが、直後の4月19日には、高碕事務所と廖承志事務所が日中双方の新聞記者交換と、貿易連絡所の相互設置に関する事項を取り決めた（日中記者交換協定）。しかし、この協定により日本のマスコミは、中共政府に不利益となるような報道や中華民国（台湾）を独立国家として扱うことを制限されることとなり、報道の自由に悖る慣習が形成された。またこれらの動きにより、中華民国側は態度を硬化させることとなる。

### 貿易形態の変化
覚書では、1963年から1967年までの5年間を第一次五カ年貿易期間とし、年間の平均取引総額を3600万ポンドとする、中国側の輸出品は石炭、鉄鉱石、大豆、トウモロコシ、豆類、塩、スズ、その他。日本側の輸出品は鋼材（特殊鋼材を含む）、化学肥料、農薬、農業機械、農具、プラント、その他とすることなどが規定されていた。
この協定実行に伴い、それまで行われていなかった技術の交流・協力なども積極的に行われていくこととなる。従来の短期民間貿易に加え、政府保証を背景とした延べ払いを利用する長期・総合取引化が進んだ。一例として倉敷レーヨン（現クラレ）・ニチボー（大日本紡績、現ユニチカ）によるビニロンプラント輸出をはじめとするメーカーの直接交渉による長期契約方式がある。LT協定締結直後には、早くも中華人民共和国技術輸出入公司ビニロン視察団（団長:楊維哲）が訪日、1963年8月23日には池田首相の決断により日本輸出入銀行の200万ドル融資が行われ、延べ払い形式でのプラント輸出が行われることとなった（ただし、第二次吉田書簡問題（後述）によりニチボーの契約は遅れる）。

### LT貿易の実績
LT貿易協定により、両国間の貿易規模は一気に拡大した。1966年（昭和41年）度には当初の目論見をはるかに凌駕し、総額2億ドルを超える取引となった。これは日中貿易総額の約3分の1にあたった。中国側にとってもこの時期急速に悪化したソ連との関係や、自然災害などによる食糧危機、文化大革命による国内ダメージなどに起因する物資の不足を補う貴重な役割を果たした。一方、LT貿易（後にMT貿易）の促進とともに、平行して行われていた友好商社取引の額も飛躍的に増加。結果的には年を追ってLT取引比率が減少していく結果となった。
| 年   | 対中輸出額 | 対中輸出額   | 対中輸出額 | 対中輸入額 | 対中輸入額   | 対中輸入額 | 輸出入合計 | 輸出入合計   | 輸出入合計 |
| 年   | 総額       | うち覚書貿易 | 比率       | 総額       | うち覚書貿易 | 比率       | 総額       | うち覚書貿易 | 比率       |
| ---- | ---------- | ------------ | ---------- | ---------- | ------------ | ---------- | ---------- | ------------ | ---------- |
| 1963 | 62,417     | 36,675       | 58.8%      | 74,599     | 27,587       | 37.0%      | 137,016    | 64,262       | 46.9%      |
| 1964 | 152,739    | 69,214       | 45.3%      | 157,750    | 45,219       | 28.7%      | 310,489    | 114,433      | 36.9%      |
| 1965 | 245,036    | 89,935       | 36.7%      | 224,705    | 92,804       | 41.3%      | 469,741    | 182,739      | 38.9%      |
| 1966 | 315,150    | 100,000      | 31.7%      | 306,237    | 105,000      | 34.3%      | 621,387    | 204,787      | 33.0%      |
| 1967 | 288,294    | 68,000       | 23.6%      | 269,439    | 84,000       | 31.2%      | 557,733    | 151,889      | 27.2%      |
| 1968 | 325,439    | 63,000       | 19.4%      | 224,185    | 51,000       | 22.7%      | 549,624    | 113,348      | 20.6%      |
| 1969 | 390,803    | 42,000       | 10.7%      | 234,540    | 21,000       | 9.0%       | 625,343    | 63,150       | 10.1%      |
| 1970 | 568,878    | 50,000       | 8.8%       | 253,818    | 26,000       | 10.2%      | 822,696    | 76,000       | 9.2%       |
| 1971 | 578,188    | 54,000       | 9.3%       | 323,172    | 32,000       | 9.9%       | 901,360    | 86,000       | 9.5%       |

（外務省 日中貿易額の推移、外務省 外交青書、経済産業省 通商白書、経済白書データベース（旧経済企画庁）などより作成）
※なお必ずしも覚書貿易と友好商社取引の区別が明確でない取引も少なくないため、上記数字はあくまで概算である。

## 中華民国の対応と周鴻慶事件
LT貿易の開始とそれに伴う貿易連絡所設置、日中記者交換協定締結などの動きは、中共と対立する国府（中華民国政府）を刺激し、日華関係は次第に悪化していた。そのような状況の中、さらに両国の関係を悪化させたのが周鴻慶事件であった。
周鴻慶事件とは、1963年9月に中華人民共和国油圧機器訪日代表団の通訳として来日した周鴻慶が、全日程を終える直前の10月7日早朝、ソ連大使館に亡命を求めたことから始まった事件である。周はその後、亡命希望先を台湾に変更。亡命先に指名された国府は、日本側に周鴻慶の引き渡しを強く求めたが、中共との関係悪化を恐れた日本外務省はパスポート期限切れを理由に10月8日周を拘留、その後10月24日には「本人の意志」が中共への帰国に変わったとして、翌1964年1月10日中国大連に送還した。
この一連の日本側の対応に国府当局は激怒し、駐華大使を召還すると共に日本政府へ厳重な警告と抗議を行い、日華関係は断絶の危機に瀕した。この国府側の警戒を解くため、池田首相・大平正芳外相は、吉田茂元首相に個人の資格で台湾に訪問することを要請。吉田は池田首相の親書を持参して台北へ赴き、要人と会談した。しかし帰国後の1964年（昭和39年）5月、張群国民党秘書長へ宛てた吉田茂の書簡の中に対中プラント輸出に輸銀融資は使用しないと表明してあったため（「吉田書簡」）、先に契約が成立していた倉敷レーヨンに較べ、ニチボーの契約調印は大幅に遅れることになった。

## MT貿易
1967年（昭和42年）、LT貿易は計画の5年間の期限切れを迎えた。翌1968年に古井喜実が訪中し、3月6日に覚書「貿易会談コミュニケ」を調印。その後は1年ごとに両国の交渉者が覚書を交わす形式となり、MT貿易（Memorandum Trade）と改称した。この貿易関係は国交正常化翌年の1973年まで続き、日中間の経済的な交流を深める役割を果たした。

## その後の日中関係と貿易
1964年に病気退陣した池田首相の後を受けた佐藤栄作首相は、実兄である岸と同様に親米・親華路線をとった一面もあった。しかし、1971年に米中接近を象徴するニクソン・ショック（翌年にニクソン訪中を行うことを宣言）が起き、佐藤首相・福田赳夫外相は中共・台湾双方と国交を持つべく国際連合においてアルバニア決議に反対して「二重代表制決議案」と「重要問題決議案」を米国などと共同提案することになる。この時期中華民国の国際的孤立が高まり、中華民国との断交・日中国交正常化を期待する声が日本国内でも目立つようになった。佐藤首相もアルバニア決議の可決を受け、1972年1月の施政方針演説では「中国は一つであるという認識のもとに、今後中華人民共和国政府との関係の正常化のため、政府間の話し合いを始めることが急務である」として中国との国交正常化を目指す路線に修正した。
佐藤後継を巡る1972年（昭和47年）の自民党総裁選では、佐藤の腹心であった福田赳夫を除く3人の候補（田中角栄・大平正芳・三木武夫）はいずれも中華民国との断交・中共との国交正常化の推進派であり、日中国交正常化を条件に大平・三木の支持を得た田中が勝利した。同年7月7日に田中内閣が成立すると、早くも9月には田中首相・大平外相らが訪中。日中共同声明が出され、中華人民共和国の建国後初めて日本と中国との間に正式な国交が結ばれることとなった。と同時に、大平外相が日華平和条約の失効を宣言したことで中華民国との国交が断絶し、日中関係と日華関係が逆転。以後は日華間において国交のない貿易が続くこととなる。
1974年（昭和49年）1月5日には北京で日中貿易協定が締結。ここに正式な国交に基づく貿易体制が築かれた。以後、1978年から始まる改革開放路線を経て日中間の貿易額は拡大し続け、2006年には中華人民共和国（香港を除く）との輸出入総額がアメリカを抜き、日本の最大の貿易相手国となっている。

## 関連文献
- 『古井喜実と中国 日中国交正常化への道』（鹿雪瑩、思文閣出版、2011年、ISBN 9784784215904）
- 「池田内閣における中日関係と大平正芳（その1－その3）」（倪志敏、『龍谷大学経済学論集』第44巻5号、第44巻2号、第44巻3号、 2005年3月-12月）